# Charlene Robinson
Charlene Edna Robinson (nata Mitchell) è un personaggio della soap opera australiana Neighbours, interpretata da Kylie Minogue.
Apparve per la prima volta il 17 aprile 1986, quando raggiunse la madre Madge a Ramsay Street. Le sue trame principali riguardano la sua storia con Scott Robinson, il tentativo di iniziare una carriera da cantante, l'aver riportato a casa il suo fratellastro e il suo matrimonio (la puntata raggiunse i 20 milioni di spettatori nel Regno Unito). Infine, Charlene accetta un posto da apprendista a Brisbane, apparendo per l'ultima volta il 26 luglio 1988.
La Minogue vinse quattro Logie Award fra il 1987 e il 1988. Nel maggio 2010, si è detta interessata a una breve ritorno nella soap opera.

## Personaggio

### Casting
Quando Neighbours iniziò a essere trasmesso su Network Ten in 1986, ebbe giudizi piuttosto negativi, costringendo l'emittente a lavorare a una revisione della serie. Vennero così aggiunti nuovi attori al cast, fra cui la Minogue, che entrò a farne parte ad Aprile. La Minogue aveva già recitato negli sceneggiati per bambini Skyways, assieme a Jason Donovan, e The Henderson Kids, prima di essere presa per il ruolo di Charlene. Minogue fu dapprima assunta per una settimana, ottenendo successivamente un contratto di 12 settimane e un altro fino a metà 1988.
La Minogue iniziò la sua carriera musicale nel frattempo e, dopo aver recitato in The Delinquents, decise di lasciare Neighbours per concentrarsi sulla sua carriera di cantante. Nel 2005, fu invitata per un cameo nello speciale per il 20º anniversario della soap. La Minogue si disse interessata a tornare nei panni di Charlene, ma i produttori declinarono l'offerta. Questi ultimi, tuttavia, dicono di aver fatto "ogni sforzo per venire incontro alla Minogue", ma che la loro offerta venne rifiutata.
Nel maggio 2010, Minogue valutò un ritorno in Neighbours durante una intervista al quotidiano The Sun:
(Kylie Minogue)
In seguito all'intervista, il produttore esecutivo Susan Bower ha detto che il ritorno della Minogue nello show sarebbe gradito:
(Susan Bower)

### Caratterizzazione
Nel libro Neighbours: The first 10 years, il personaggio viene descritto in dettaglio: Charlene è un maschiaccio che preferisce essere chiamata "Lenny", che non ha paura di affrontare le persone e ha una lingua tagliente. Sempre vestita con la sua tuta da lavoro color cachi, ha anche un lato esuberante, che le ha valso buona parte della sua popolarità. La Minogue ha descritto il suo personaggio come "una adolescente normale che cresce, che ha qualche difficoltà con sua madre", aggiungendo che "è un po' una ribelle" e un maschiaccio dichiarato.
I critici hanno descritto il suo personaggio come "la ragazza della porta accanto" e come "il meccanico che tutti gli uomini sognano". Era conosciuta per la sua caratteristica salopette e la sua permanente. Il Daily Mail attribuisce al suo look la sua popolarità presso il pubblico. The Independent disse che la "bellezza delicata" della Minogue valse al suo personaggio un enorme seguito in Australia e nel Regno Unito.